# Frederik Ahrensborg Clausen
Frederik Ahrensborg Clausen (* 20. Juni 1895 in Frederiksberg; † 4. Juli 1964 ebenda) war ein dänischer Radrennfahrer.

## Sportliche Laufbahn
Ahrensborg Clausen (mit vollem Namen Georg Frederik Ahrensborg Clausen) startete für den Verein CK Fix Rødovre. Er war Teilnehmer der Olympischen Sommerspiele 1920 in Amsterdam. Bei den Spielen wurde er im olympischen Einzelzeitfahren beim Sieg von Harry Stenquist 20. Die dänische Mannschaft wurde in der Mannschaftswertung Vierter. Bei seinen zweiten Olympischen Spielen 1924 in Los Angeles kam er beim Sieg von Armand Blanchonnet im olympischen Einzelzeitfahren auf dem 38. Platz ins Ziel. 1920 wurde er nationaler Meisterschaft im Straßenrennen und im Einzelzeitfahren. 1921 wurde er Vize-Meister im Straßenrennen hinter Henry-Peter Hansen. Bei den UCI-Straßen-Weltmeisterschaften belegte beim Sieg von Gunnar Sköld er den 7. Platz, 1923 wurde er 32.